# Љубомир Живковић
Љубомир Живковић (Београд, 26. април 1863 – Београд, 4. децембар 1940), био је српски правник и политичар, вођа Самосталне радикалне странке и министар правде у револуционарној влади Јована Авакумовића 1903. године.

## Биографија
Рођен је 1863. у Београду, где је завршио основну школу и гимназију, а потом уписао права на Великој школи. Студирање је наставио у Паризу где је дипломирао на тамошњем Правном факултету. По повратку у Београд отворио је адвокатску канцеларију и адвокатуром се активно бавио до краја свог живота.

### Политичка каријера
За политику је почео да се интересује још као гимназијалац, када је постао присталица тек основане Радикалне странке. У политички живот ондашње Краљевине Србије активно се укључио по повратку из Париза. Постао је бескомпромисан борац против краља Милана и династије Обреновић. Врхунац популарности достигао је као оптуженик у процесу након Ивањдањског атентата на краља Милана који је те 1899. године био командант активне војске. Након атентата Љубомир Живковић ухапшен је и оптужен заједно са другим радикалским првацима. Стављано му је на терет писање брошуре Демон Србије која је била усмерена против Милана Обреновића и која је служила антидинастичкој пропаганди. Током суђења пред преким судом истакао се својом одбраном која му је донела велику популарност. Тврдио је да Милан није ни краљ, ни регент ни наследник престола већ само главнокомандујући који није законом заштићен од увреда. Осуђен је најпре на смрт, да би потом казна била преиначена у двадесетогодишњу робију. После женидбе краља Александра са Драгом Машин, Љуба Живковић и остали радикалски прваци били су амнестирани.
У то време Љуба Живковић је почео да се разилази с Пашићем који се опортунистички држао пред преким судом, а у странци се све више назирала фракција противна компромису с краљем Александром. Вођа те групе, која се убрзо трансформисала у организовану Самосталну радикалну странку, био је управо Љубомир Живковић. Шеф Самосталних радикала био је од 1901. до 1905. године.
Након убиства краља Александра и краљице Драге, испрва је са балкона Народног позоришта пред окупљеним грађанима износио неистиниту верзију догађаја по којој је владарски пар страдао у брачној свађи:
„Краљ и краљица изгинули су у међусобној борби. Покојни краљ је хтео ноћас да изврши, помоћу оданих му људи, свој давнашњи план да прогна краљицу Драгу. Она беше прозрела његову намеру и ангажовала све своје пријатеље, да би се одупрла прогонству које је ноћас требало бити извршено. И с једне и с друге стране беше се отворила борба [...]”— Љубомир Живковић
У револуционарној влади Јована Авакумовића обављао је дужност министра правде и ангажовао се на повратку Карађорђевића на престо. Након Мајског преврата и смене на престолу, сматрао је да су Самостални радикали испунили свој циљ и да треба обновити јединство Радикалне странке. Међутим, већина страначких првака Самосталних радикала противила се поновном уједињењу, те су две странке наставиле одвојено да егзистирају на политичкој сцени. Увиђајући да не може да утиче на своје страначке другове, Љуба Живковић се напослетку повукао из Самосталне радикалне странке и политичког живота.
Политици се вратио након пуне две деценије, прихвативши Пашићеву понуду да се кандидује на изборима и узме учешће у раду странке. На изборима фебруара 1925. изабран је за народног посланика и потом постао председник Радикалског посланичког клуба. У тој улози и као близак Пашићев сарадник учествовао је у преговорима са Хрватима који су резултовали формирањем прве владе са представницима Хрватске сељачке странке Стјепана Радића. Током тих преговора највише је сарађивао с Павлом Радићем и Ђуром Басаричеком.
Након кризе која је ескалирала атентатом у Скупштини 1928, Љуба Живковић се још једном дистанцирао од активног бављења политиком. Ипак, његово мишљење је и даље било вредновано и уважавано, због чега га је Аца Станојевић често посећивао и с њим дискутовао.
Преминуо је од компликација изазваних упалом плућа.